# Андреј Жилкин
Андреј Жилкин (рус. Андрей Жилкин; Куала Лумпур, 9. март 1995) руски је пливач чија специјалност су трке мешовитим стилом на 200 и 400 метара, те спринтерске трке на 50 делфин.

## Спортска каријера
Жилкин је са сениорским такмичењима на међународној сцени започео током 2014. године, а први значајнији успех остварио је на Летњој Универзијади 2017. у Тајпеју на Тајвану освојивши сребрну медаљу у трци на 50 метара делфин стилом. На европском првенству у Глазгову 2018. је као члан руске штафете на 4×100 слободно (пливао у квалификацијама) освојио златну медаљу и титулу континенталног првака.
На првенству Русије које је одржано почетком априла 2019. успео је да исплива квалификационе норме за предстојеће светско првенство. На светском првенству у корејском Квангџуу 2019. Жилкин се такмичио у две дисциплине. Пласирао се у финале трке на 50 метара делфин (укупно 8. место), док је у трци на 200 мешовито заузео 9. место у полуфиналу уз нови национални рекорд (1:58,16), са заостатком од свега 0,18 секунди за осмопласираним кинеским пливачем Ванг Шуеном.